# Athumani Mambosasa
Athumani Mambosasa – tanzański piłkarz grający na pozycji bramkarza. W swojej karierze grał w reprezentacji Tanzanii.

## Kariera klubowa
W swojej karierze piłkarskiej Mambosasa grał w klubie Simba SC.

## Kariera reprezentacyjna
W 1980 roku Mambosasa został powołany do reprezentacji Tanzanii na Puchar Narodów Afryki 1980. Na tym turnieju rozegrał jeden mecz grupowy, z Nigerią (1:3).